# Ten Years Gone
Ten Years Gone е песен на английската рок група „Лед Зепелин“, включена в шестия им албум Physical Graffiti (1975). Звукозаписният продуцент Рик Рубин описва песента като „Дълбоко, отразяващо парче с хипнотични, преплитащи се рифове. Светло и тъмно, сянка и отблясъци. Звучи като природа, идваща през високоговорителите“. Джими Пейдж първоначално възнамерява песента да бъде само инструментал, той записва около четиринадесет различни китарни песни. По-късно Робърт Плант добавя текста, който е посветен на стара приятелка, която десет години по-рано го е накарала да избере или нея, или неговата музика. Плант обяснява това в интервю през 1975 г.:
| „ | Нека ви разкажа една малка история зад песента Ten Years Gone от новия ни албум. Скъсвах си задника от работа, преди да се присъединя към „Зепелин“. Една дама, която наистина много обичах, каза: „Да. Или аз или твоите фенове“. Не че имах фенове, но казах: „Не мога да спра, трябва да продължа“. Тя е доста доволна тези дни, предполагам. Тя има пералня, която работи сама, и малка спортна кола. Вече нямаше какво да си кажем. Вероятно можех да се свържа с нея, но тя не можеше да се свърже с мен. Бих се усмихвал твърде много. Страхувам се, че минаха десет години. Както и да е... | “ |

Версии на тази песен на живо са изпълнени по време на концертното турне на „Лед Зепелин“ в Съединените щати през 1977 г. Джон Пол Джоунс първоначално свири мелодията на акустична китара, преди да представи персонализиран инструмент, създаден от Анди Менсън, който включва шестструнни и дванадесет струнни китари, мандолина и бас педали.
В ретроспективен преглед на Physical Graffiti (Deluxe Edition), Джон Хадусек нарича Ten Years Gone една от „най-искрените композиции на Пейд и Плант“. В друг ретроспективен преглед на Physical Graffiti (Deluxe Edition), Брайс Езел дава изключително положителна рецензия на Ten Years Gone, заявявайки, че парчето е един от акцентите на Physical Graffiti, заедно с някои от „най-вълнуващите китарни произведения на Пейдж, особено в начинът, по който той наслоява множество рифове един върху друг.“